# Паллони, Микеланджело
Микела́нджело Палло́ни (итал. Michelangelo Palloni; Paloni, Poloni; 29 сентября 1637, Кампи-Бизенцио близ Флоренции — между 1711 и 1713, Венгрув, Мазовецкое воеводство) — художник эпохи барокко итальянского происхождения, работавший с 1676 года в Речи Посполитой; придворный художник короля Яна Собеского.

## Биография

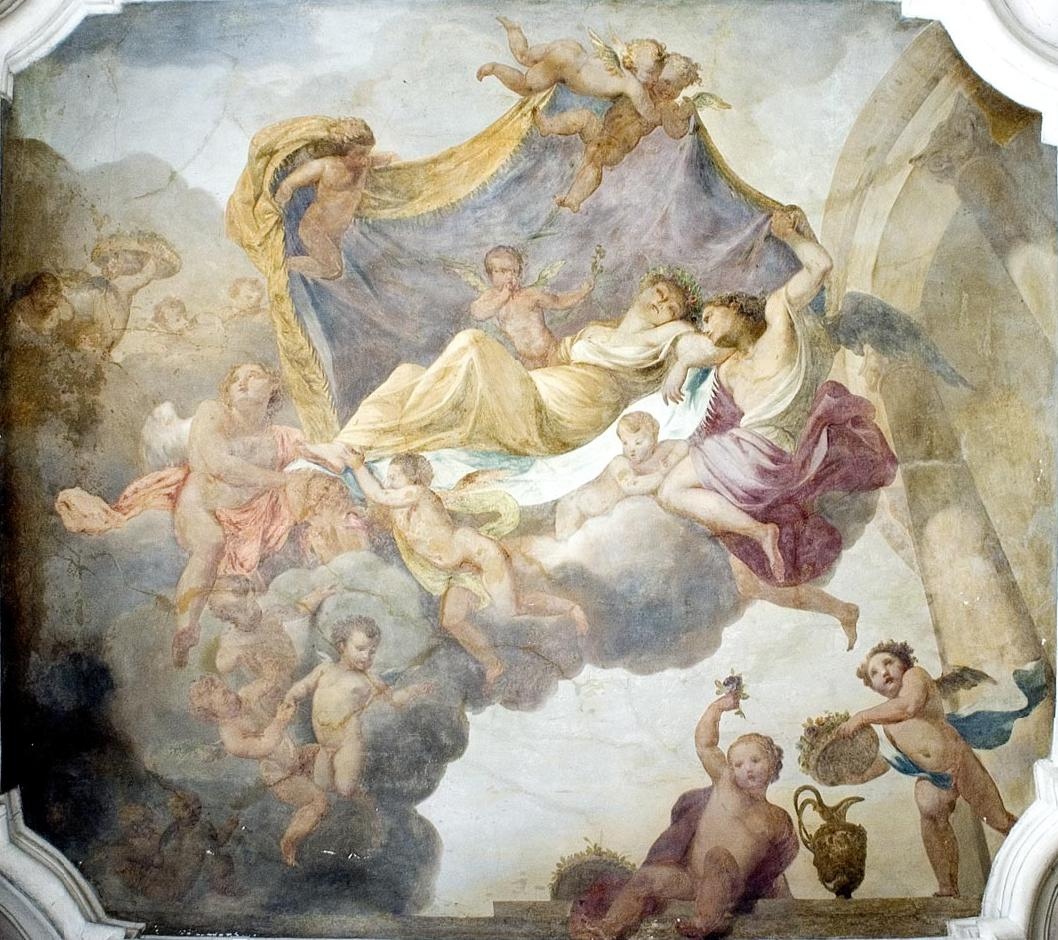
Фреска в Вилянувском дворце

Искусству обучался во Флоренции; на его творчество оказало влияние флорентийская школа живописи. Был учеником Бальдассаре Франческини (иль Вольтеррано) . В 1676 году по приглашению канцлера великого литовского Христофор Сигизмунд Паца прибыл в Литву. С 1676 года (по другим сведениям, с 1677 года до 1685 года расписал фресками храм Пажайслисского монастыря камальдулов (свыше сотни фресок).
Иногда утверждают, что Паллони писал фрески также в костёле Святых Петра и Павла в Вильно.. Дочь Паллони Мария Магдалена вышла замуж за итальянского скульптора Пьетро Перти.
В 1679 году написал портрет великого гетмана литовского Михаила Казимира Паца. После смерти Христофора Сигизмунда Паца переехал в Варшаву.
С 1685 года работал во дворце Красинских в Варшаве. В 1688 году был титулован придворным художником Яна Собеского. 

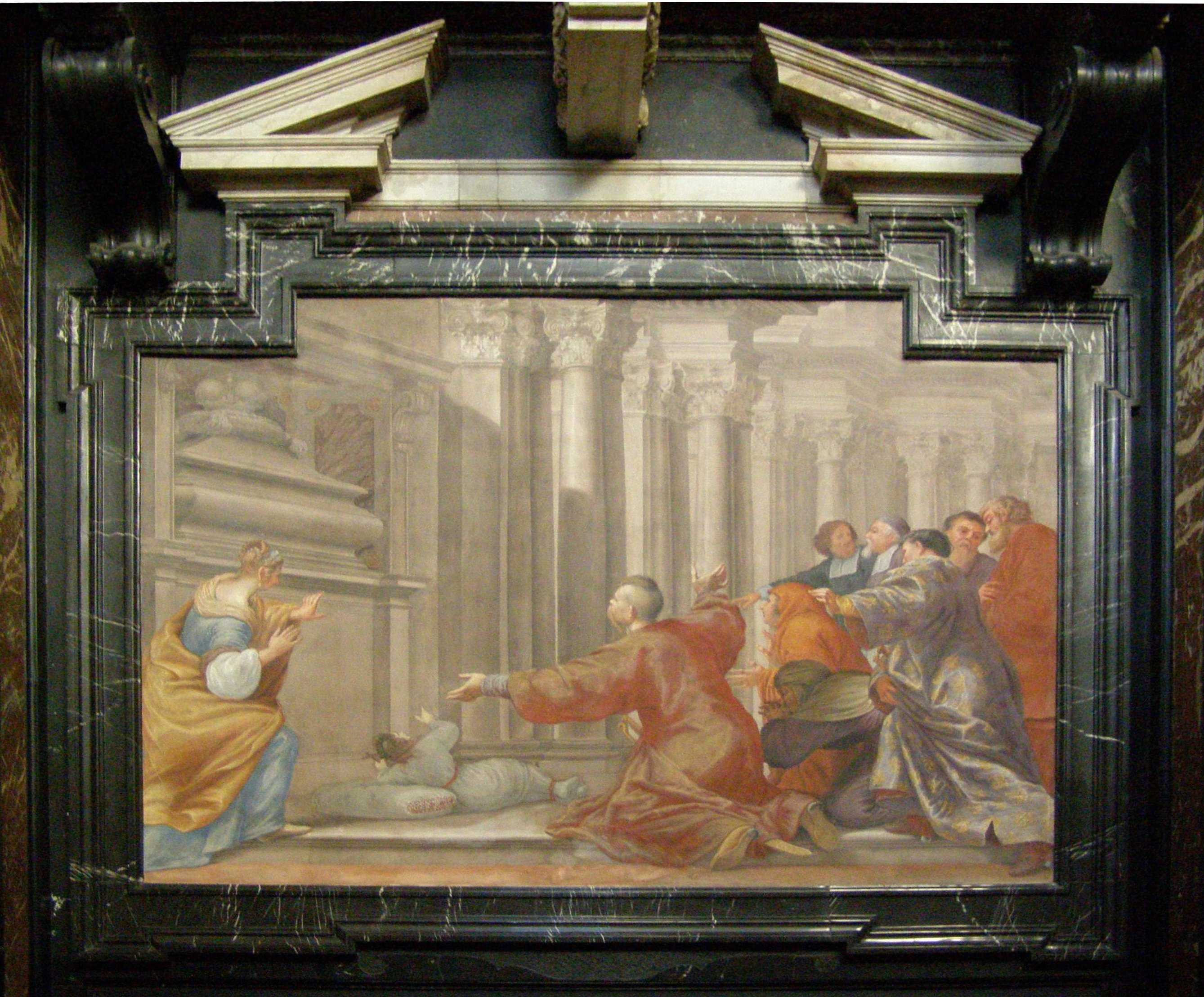
Фреска в часовне Святого Казимира

Декорировал фресками королевский Вилянувский дворец. По заказу великого гетмана литовского Казимира Яна Сапеги и епископа жемайтийского Казимира Паца расписал часовню Святого Казимира в Кафедральном соборе в Вильно. В то же время Паллони декорировал барочный дворец Сапеги, построенный на Антоколе в 1691 году (закрашены в XIX веке) .
В 1706—1707 годах перебрался в Венгрув.
Творчество Паллони имела большое влияние на литовскую живопись конца XVII — начала XVIII веков.